# Ludovic Allaire
Ludovic Ernest Allaire, né le 20 juin 1845 à Pouzauges et mort le 23 avril 1924 dans la même ville, est un architecte français qui a bâti essentiellement à Dijon .

## Biographie
Ludovic Ernest est le fils de Florent Isodore Allaire, propriétaire et de dame Céline Adèle Marie Grignon. Il est élève à l'école centrale des Arts et Manufactures de Paris, et sera diplômé en 1868. Lors des recensements de la population de la ville de Dijon, il est domicilié au n°41 ter Cours du Parc entre 1886 et 1921 et sa commune de naissance est mentionnée sur le recensement de 1906. Il habitera seul quelque temps avant d'être rejoint vers 1891 par sa domestique Emilie Julie Robert. Le neveu de cette dernière Émile Robert rejoint le foyer vers 1896 et ils collaboreront pour ériger l'église Saint-Joseph de Dijon entre 1909 et 1910.

## Œuvres

### Dijon
- Ecole maternelle Turgot (actuelle Joséphine-Baker), située dans la rue eponyme en 1877[9].
- Agrandissement des facultés Sciences et Lettres de Dijon rue Bassano (actuelle rue Monge) et rue du Sachot (actuelle rue Anciennes-Facultés) entre 1878 et 1883[10],[11].
- Cimetière des Péjoces entre 1881 et 1885[12].
- Ecole Darcy (actuelle Darcy-Mauchaussé) avec les architectes Paul Deshérault et Charles Sauger , situé aux 5-7 boulevard de Sévigné ; 1-3 rue Bossack, 10-12 rue du Docteur-Chaussier et 8 rue Mariotte entre 1879 et 1893[13],[14].
- Ecole maternelle Devosge, située au n°67 rue Devosge et n°10 rue Pierre-Prudhon entre 1885 et 1889[15].
- Ecole Voltaire, située aux n°27-29 et 31 boulevard Voltaire entre 1888 et 1890[16].
- l'église Saint-Joseph avec l'architecte Émile Robert, située au n°21 bis rue de Jouvence, entre 1909 et 1910 [17].

### Beaune
- Les anciennes Halles de style "Baltard" situées place de la Halle, plans réalisés en 1901, maçonnerie attribuée à l'entrepreneur dijonnais Ardiot en 1902 et charpente métallique confiée à l'entreprise stéphanoise Michalon et Pailleret en 1904[18],[19].
- Station oenologique de Bourgogne située  boulevard Bretonnière  entre 1902 et 1905[20]

### Pouilly-en-Auxois
- Ecole des filles située ruelle du Gué entre 1896 et 1899[21]

## Galerie

### Dijon

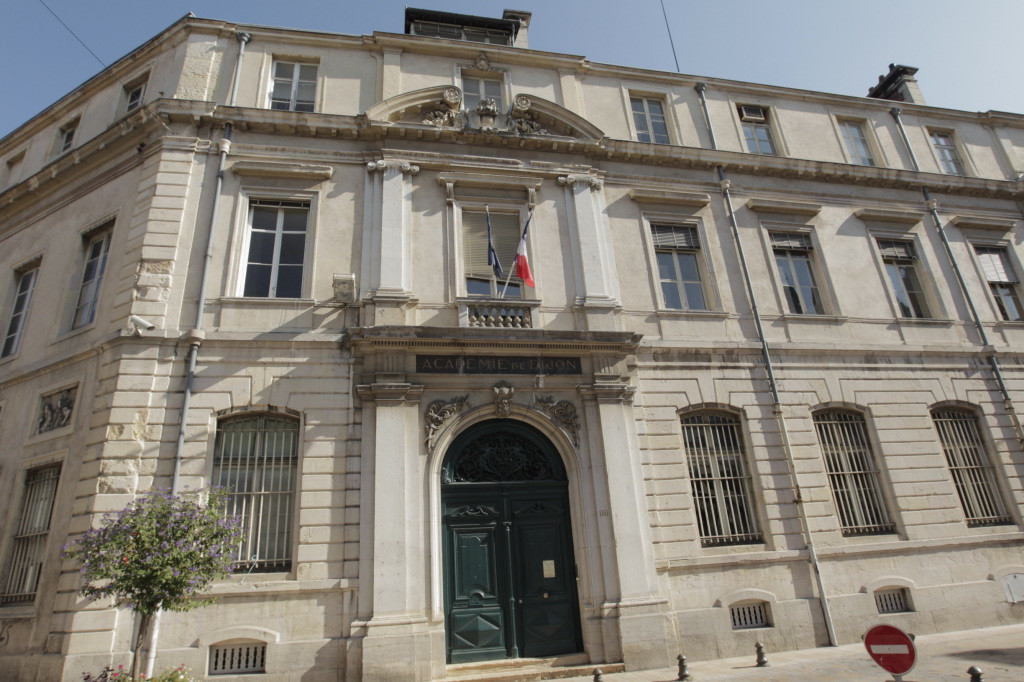
Anciennes facultés Sciences et Lettres
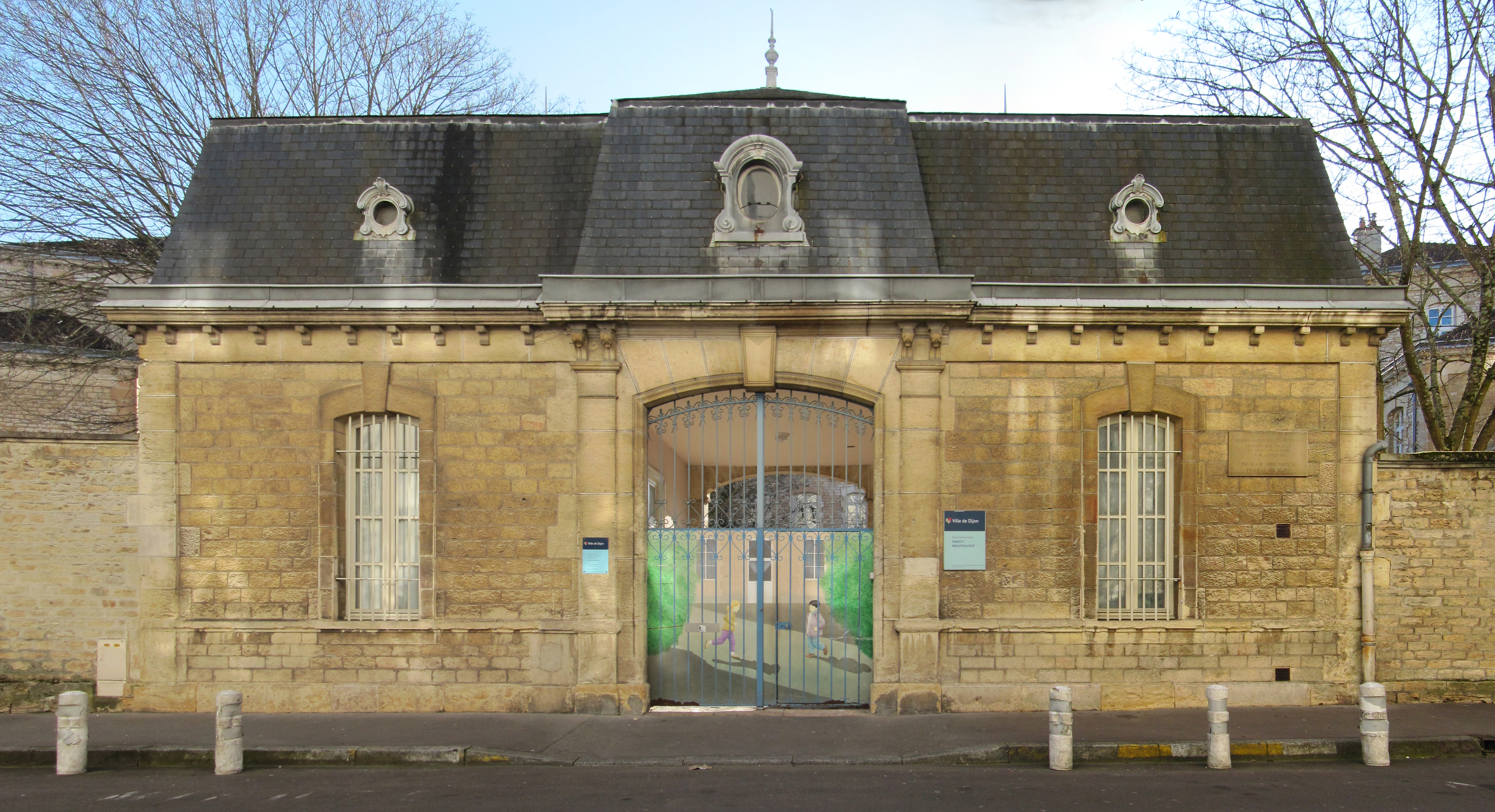
Groupe scolaire Mauchaussé
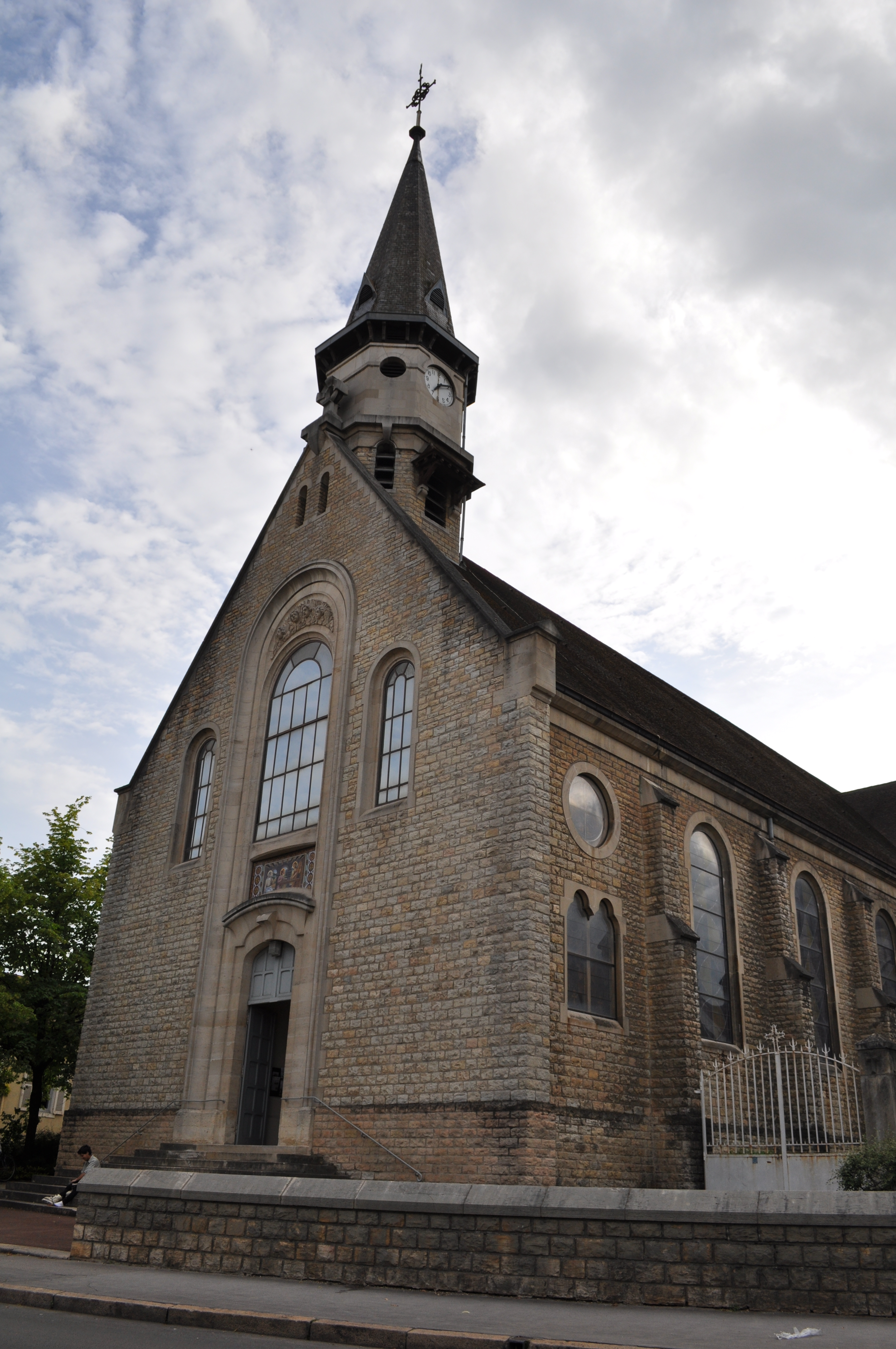
Église Saint-Joseph
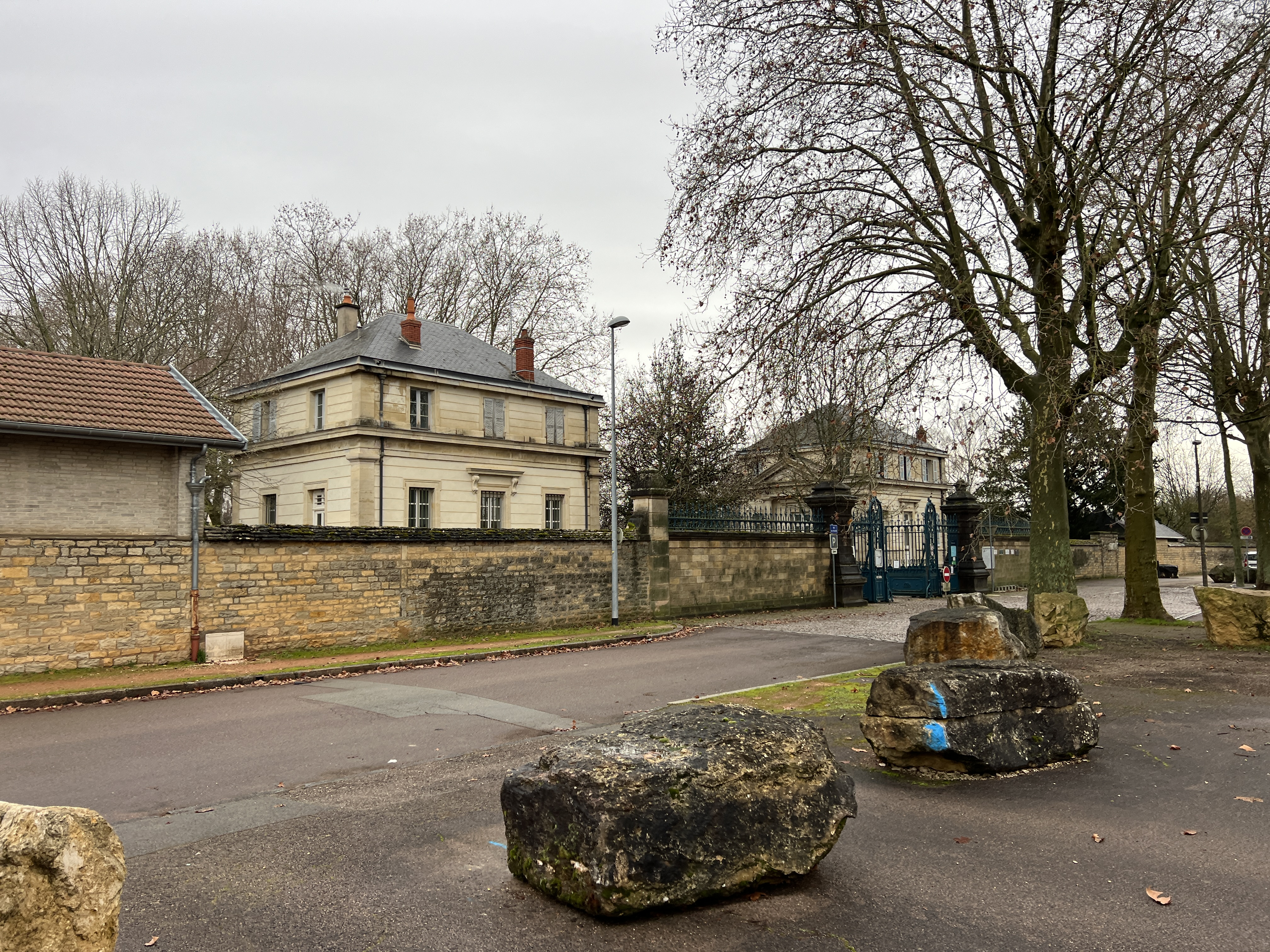
Cimetière des Péjoces

### Côte d'Or

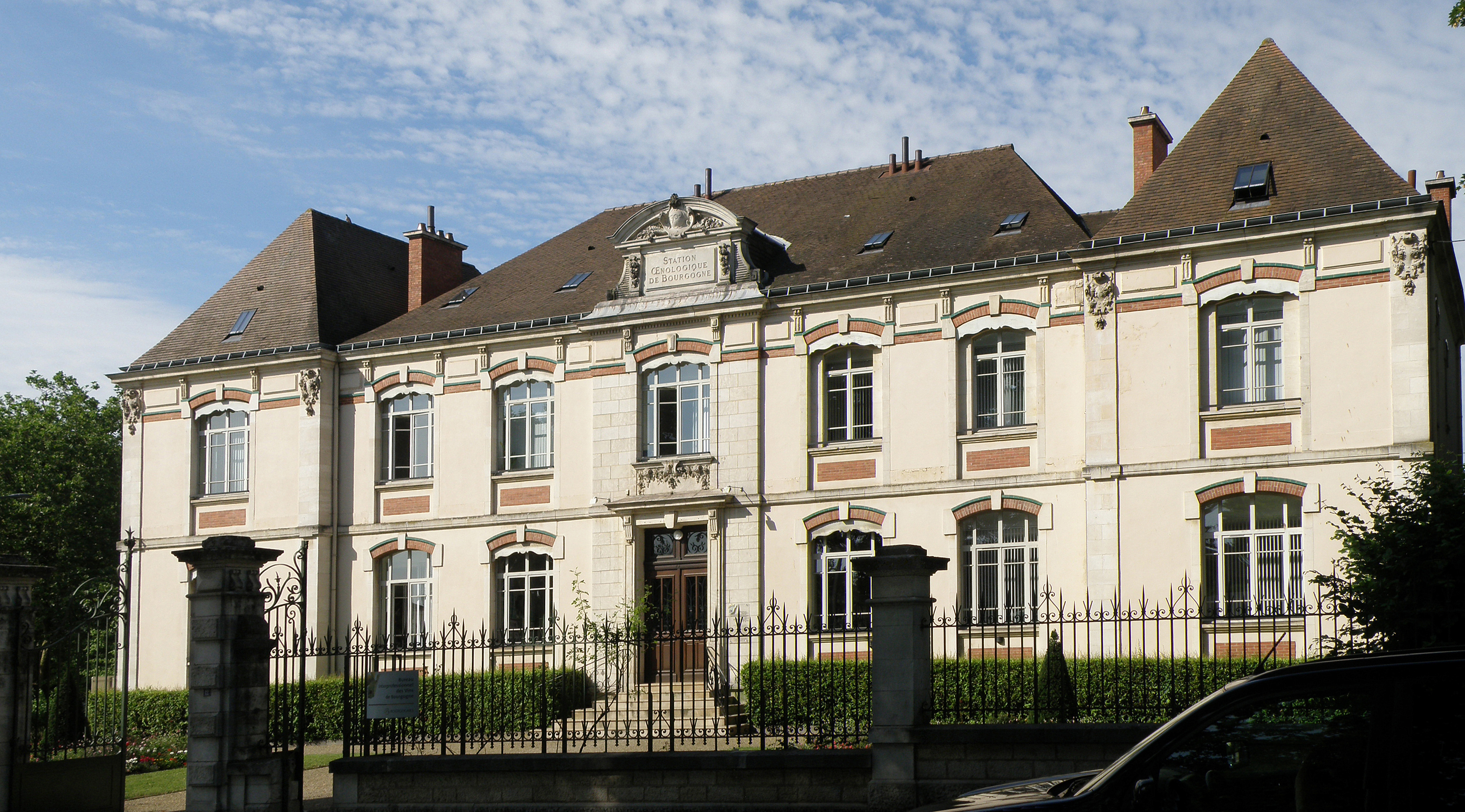
Station oenologique de Bourgogne